# Prix Start
Pour les articles homonymes, voir Start.
Le Prix Start ou Start-Preis est le plus haut prix autrichien décerné à des jeunes scientifiques. 
Il est décerné une fois par an par le Fonds autrichien pour la science (en) au nom du ministère autrichien des sciences. Il est doté jusqu'à 1,2 million d'euros pour un projet de recherche proposé sur six ans. 
Les lauréats sont sélectionnés par un jury international d'experts. Le même jury sélectionne également les récipiendaires du prix Wittgenstein (en) associé. 

## Lauréats
- 1996 : Christian Köberl (de), Ferenc Krausz, Ulrich Schmid, Peter Szmolyan, Karl Unterrainer, Harald Weinfurter (de), Gerhard Woeginger, Jakob Woisetschläger
- 1997 : Gerhard A. Holzapfel (en), Bernhard Palme (de), Michael Schmid
- 1998 : Peter Grabner, Gottfried Kirchengast (de), Rudolf Valenta, Gerhard Widmer (de)
- 1999 : Christoph Marschner, Norbert Mauser (de), Otmar Scherzer (de), Thomas Schrefl (en), Christoph Spötl, Joseph Strauss
- 2000 : Thomas Brabec, Susanne Kalss (de), Dietrich Leibfried, Herbert Strobl, Bernhard Tilg (de)
- 2001 : Markus Arndt, Michael Buchmeiser, Wolfgang Drexler, Wilfried Ellmeier, Clemens Sedmak (de)
- 2002 : Wolfgang Heiss, Michael Jursa (de), Georg Schett, Dieter Schmalstieg, Joachim Schöberl (de)
- 2003 : Georg Kresse, Hanns-Christoph Nägerl (de), Andreas Villunger
- 2004 : Thomas Bachner, Michael Kunzinger (de), Vassil Palankovski, Thomas Prohaska, Gerhard Schütz
- 2005 : Michael Hintermüller, Matthias Horn, Andrea Lusser, Michael Moser (de), Norbert Zimmermann (de)
- 2006 : Hartmut Häffner, Norbert Polacek, Piet O. Schmidt (de), Josef Teichmann, Gerald Teschl
- 2007 : Kathrin Breuker, Thomas Bugnyar (de), Otfried Gühne, Bernhard Lamel, Thomas Lörting, Paul Mayrhofer (de), Sigrid Wadauer, Thomas Wallnig (de)
- 2008 : Markus Aspelmeyer (en), Tom J. Battin, Massimo Fornasier, Daniel Grumiller, Alexander Kendl, Karel Riha, Kristin Tessmar-Raible, Christina Waldsich
- 2009 : Francesca Ferlaino, Ilse Fischer, Arthur Kaser, Manuel Kauers (en), Thorsten Schumm, David Teis
- 2010 : Julius Brennecke, Barbara Horejs (de), Barbara Kraus (en), Melanie Malzahn (en), Florian Schreck, Bojan Zagrovic
- 2011 : Peter Balazs, Agata Ciabattoni, Sebastian Diehl, Alwin Köhler, Thomas Müller, Peter Rabl, Michael Sixt, Philip Walther
- 2012 : Julia Budka, Kaan Boztug, Alexander Dammermann, Jürgen Hauer, Michael Kirchler, Sofia Kantorovich, Michael Kirchler, Franz Schuster
- 2013 : Stefan L. Ameres, Notburga Gierlinger, Clemens Heitzinger, Georgios Katsaros, David A. Keays, Ovidiu Paun, Thomas Pock, Paolo Sartori, Stefan Woltran
- 2014 : Bettina Bader, Mathias Beiglböck, Karin Schnass, René Thiemann, Sigrid Neuhauser, Alexander Grüneis, Markus Aichhorn, Manuel Schabus (de)
- 2015 : Christoph Aistleitner (de), Ivona Brandić, Marcus Huber, Peter Lanyon, Gareth Parkinson, Rupert Seidl (en), Kristina Stöckl (de), Caroline Uhler[1]
- 2016 : Christopher Campbell, Felix Höflmayer, Nikolai Kiesel, Tracy Northup, Michael Eichmair, Harald Grobner[2],[3]
- 2017 : Hannes Fellner (de), Claudine Kraft, Wolfgang Lechner, Vera Fischer, Miriam Unterlass, Andrea Pauli[4]
- 2018 : Emanuela Bianchi, Josef Norbert Füssl, Philipp Haslinger, Oliver Hofmann, Robert R. Junker, Gina Elaine Moseley[5]
- 2019 : Moritz Brehm, Christa Cuchiero, Bruno de Nicola, Christoph Gammer, José Luis Romero, Richard Wilhelm[6],[7]
- 2020 : Alice Auersperg, Elisa Davoli, Gemma De las Cuevas, Robert Ganian, Julia Lajta-Novak, Aleksandar Matkovic, Birgitta Schultze-Bernhardt[8]
- 2021 : Laura Donnay, Julian Leonard, Yash Lodha, Hannes Mikula, Markus Möst, Katharina Paul[9]
- 2022 : William Barton, Elfriede Dall, Sandra Müller, Marcus Ossiander, Stefan Pflügl, Petra Sumasgutner[10].
- 2023 Barbara Bayer, Stephanie J. Ellis, Máté Gerencsér, Richard Küng, Stephan Pühringer, Clemens Sämann, Marcus Sperling, Lukas Thürmer[11]
- 2024 Juan P. Aguilera, Svitlana Antonyuk, Dan Batovici, Uroš Delić, Esther Heid, Senka Holzer, Polina Kameneva, Yurii Malitskyi[12]